# D406 (Seine-et-Marne)
De D406 is een departementale weg in het Franse departement Seine-et-Marne ten oosten van Parijs. De weg loopt van de grens met Seine-Saint-Denis via Émerainville en Bussy-Saint-Georges naar Crécy-la-Chapelle. In Seine-Saint-Denis loopt de weg als RNIL 303 verder naar Noisy-le-Grand en Parijs.

## Geschiedenis
Oorspronkelijk was de D406 onderdeel van de N303. In 1973 werd de weg overgedragen aan het departement Seine-et-Marne, omdat de weg geen belang meer had voor het doorgaande verkeer vanwege de parallelle autosnelweg A4. De weg is toen omgenummerd tot D406.